# ジョイナーフィー
ジョイナーフィー（Joiner Fee、通称：JF）は、タイなど東南アジアにあるホテルの宿泊料金の一種である。
ゴーゴーバーなどで連れ出した女性を自分の宿泊しているホテルの部屋に招く際に、ホテルによってはこのジョイナーフィーといった入室料金のようなものを請求してくるところが多い。フロントにて女性のIDを預け、記録などもされるために、セキュリティーの意味もある。ただ、高級ホテルの場合は宿泊者以外は立ち入りを認めていないところもある。

## 料金
料金は、約500バーツから約2000バーツである。